# Warstwa kulturowa
Warstwa kulturowa – w archeologii: efekt działalności człowieka, który doprowadził do nagromadzenia się nie tylko artefaktów, ale także i do powstania obiektów (jamy zasobowe, obiekty mieszkalne itp.) oraz do akumulacji innych substancji (odpadki organiczne i nieorganiczne – kości, węgiel drzewny, glina itp.). Sedyment, który otacza i zawiera w sobie zabytki archeologiczne.